# 奧拉夫王子山脈
奧拉夫王子山脈（英語：Prince Olav Mountains）是南極洲的山脈，位於杜費克海岸，屬於毛德王后山脈的一部分，在1911年被挪威探險家羅爾德·阿蒙森發現，現時由南極條約體系管理。
84°57′S 173°00′W / 84.950°S 173.000°W